# François Barthélemy
François-Marie, Marquês de Barthélemy (20 de outubro de 1747, Aubagne - 3 de abril de 1830, Paris) foi um político e diplomata francês notório durante a Revolução Francesa.

## Carreira
Foi educado pelo tio, o abade Jean-Jacques Barthélemy, para a carreira diplomática. Depois de servir como secretário de legação na Suécia e no Reino da Grã-Bretanha, foi nomeado Ministro Plenipotenciário na Suíça, qualidade em que negociou os tratados de Basileia com a Prússia e a Espanha, em 1795.

## Diretório

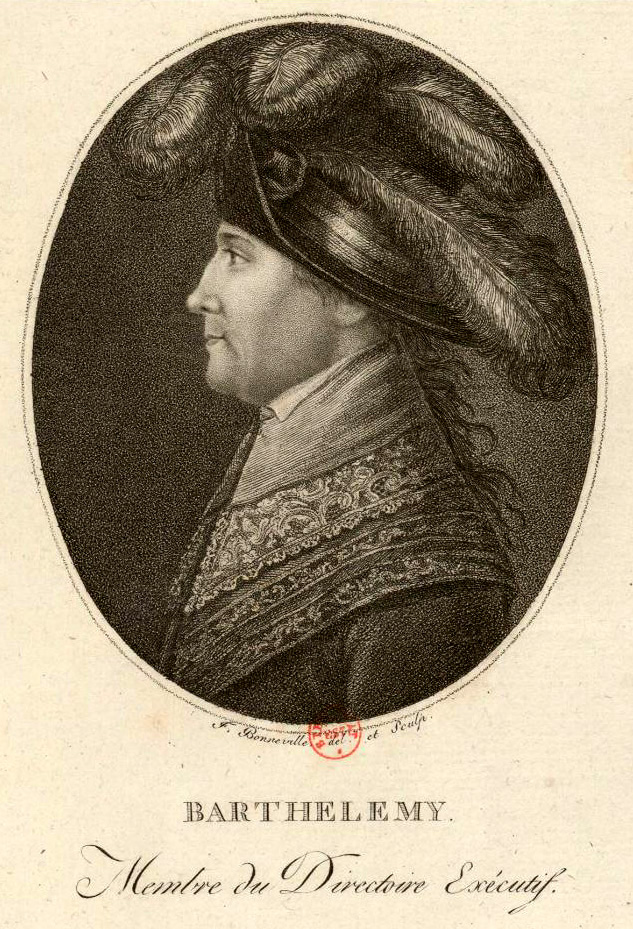
Barthélemy, membro do Diretório (1797).

Por influência monarquista, foi eleito membro do Diretório em maio de 1797, sendo preso após o Golpe de 18 de Frutidor (17 de setembro de 1797) e deportado para a Guiana Francesa, de onde escapou e seguiu para o Suriname, depois para os Estados Unidos e, finalmente, para a Grã-Bretanha.

## Império
Barthélemy retornou à França após o golpe de Napoleão Bonaparte em 18 de Brumário (1799), foi eleito para o Senado em fevereiro de 1800 e contribuiu para o estabelecimento do Consulado vitalício e do Primeiro Império Francês.

## Restauração
Em 1814, durante a Restauração Francesa, abandonou Napoleão e participou da elaboração da Carta Constitucional do rei Luís XVIII, sendo nomeado Par da França. Durante o Governo dos Cem Dias viveu na clandestinidade e, após a segunda Restauração, obteve o título de marquês. Foi um defensor ferrenho do sufrágio censitário.